# Дейли, Джон (легкоатлет)
Джон Джозеф Дейли (англ. John Joseph Daly; 22 февраля 1880, Голуэй, Коннахт — 11 марта 1969, Нью-Йорк, Нью-Йорк) — британский легкоатлет, серебряный призёр летних Олимпийских игр 1904.
На Играх 1904 в Сент-Луисе Дейли участвовал только в беге на 2590 м с препятствиями. С результатом 4.06,8 он занял второе место и выиграл серебряную медаль.